# 斯德哥爾摩症候群
斯德哥爾摩症候群（英語：Stockholm syndrome）又稱為人質情結、人质综合症，是一種被提出過的心理學理論，是指被害者對於加害者產生情感，同情加害者、認同加害者的某些觀點和想法，甚至反過來幫助加害者的一種情結，有時也被認為是都市傳說或假說。
斯德哥爾摩症候群可以被看作是一種創傷羈絆，不一定只發生在人質身上，只要加害者騷擾被害者，都可能使被害者對加害者產生強烈的情感。根據弗洛伊德的理論，斯德哥爾摩症候群是一種自我防衛機制，當受害者相信加害者的想法時，他們會覺得自己不再受到威脅。斯德哥爾摩症候群並非正式精神疾病名词，它从未被纳入美国精神疾病诊断和统计手册（DSM）中，由于对该病症的合法性的怀疑，它是一种“有争议的疾病”。

## 詞語釋意
1973年8月23日，两名有前科的罪犯扬-埃里克·奥尔松与克拉克·奥洛夫松，抢劫瑞典斯德哥爾摩内位于诺马尔姆广场最大的一家信贷银行，並挟持了四位银行职员。在与警察僵持了130个小时后，歹徒最終投降。然而这起事件发生后几个月，4名曾經遭受挟持的银行职员，仍然对绑架他们的人显露出怜悯的情感，表明並不痛恨歹徒，表達他們對歹徒不但沒有傷害他們卻對他們多加照顧的感激，並且對警察採取敵對的態度，在案件發生後被挾持者不願意在法庭指出歹徒，在挾持案件當中被挾持者還與歹徒成為朋友。
这两名抢匪劫持人质达5日之久，在这期间他们威胁受俘者的性命，但有时也表现出仁慈的一面。在出人意表的心理错综转变下，4名人质抗拒瑞典政府最终营救他们的努力。斯德哥爾摩症候群因为在斯德哥爾摩人质挟持事件中被发现而得名。
研究者发现到这种症候群的例子见诸于各种不同的经验中，从集中营的囚犯、战俘与乱伦的受害者，都可能发生斯德哥尔摩综合症。男女皆可能有此症狀，而女性的比例比較高。

## 綁架中出現斯德哥爾摩症候群的人質特徵
美國聯邦調查局的人質數據庫顯示，大约8%的人質表現出斯德哥爾摩症候群的症狀。據心理學者的研究，情感上會依賴他人且容易受感動的人，若遇到類似的狀況，很容易產生斯德哥爾摩症候群。
出現斯德哥爾摩症候群的人質，通常有下列幾項特徵：
1. 綁匪為了某種原因而綁架人質，並得到人質認同。
2. 人質必須有真正感到綁匪（加害者）威脅到自己的存活。
3. 在遭挾持過程中，人質必須體會出綁匪（加害者）可能略施小惠的舉動。
4. 除了綁匪的單一看法之外，人質必須與所有其他觀點隔離（通常得不到外界的訊息）。
5. 人質必須相信，要脫逃是不可能的。

而通常斯德哥爾摩症候群會經歷以下四大歷程：
1. 恐懼：因為突如其來的脅迫與威嚇導致現況改變。
2. 害怕：籠罩在不安的環境中，身心皆受威脅。
3. 同情：和挾持者長期相處體谅到對方不得已行為。
4. 幫助：給予挾持者無形幫助如配合、不逃脫、安撫等；或有形幫助如協助逃脫、向法官說情、一起逃亡等。

## 心理學的解釋
心理分析學的看法，新生嬰兒會與最靠近的有力成人形成一種情緒依附，以最大化周邊成人讓他至少能生存（或成為理想父母）的可能，此症候群可能是由此發展而來。斯德哥爾摩症候群是角色認同防衛機制的重要範例。
演化心理學則認為 “斯德哥爾摩症候群是人類祖先在採集狩獵時代，為了解決所面臨的問題而產生心理現象。”
其中被綁架是祖先面臨的嚴重問題之一，尤其是女性。在人類歷史上，妇女被鄰近部落奪取是一個比較常見的事件。在其中一些部落（例如：雅諾馬馬）幾乎每個人的前三代祖先當中，都曾有淪為俘虜者。也許有高達十分之一的女性是被綁架而來，並融入了部落。以色列軍事歷史學家阿扎爾·加特認為，斯德哥爾摩症候群是為數不多的狩獵採集時代遺留下來的心理現象之一。綁架、強姦等致命暴力，是生殖衝突的直接原因，婦女如果反抗，孩子跟自己可能被殺。為了適應此情況，婦女產生某種程度的人擇。
阿扎爾蓋特認為，戰爭和綁架是史前時代人類常見的活動。長時間的天擇結果，人類發展出適應環境的心理特徵。而此特徵的產生，可能與受虐待婦女綜合症有關，即如果受害者長時間受到沒有雙方同意的BDSM、SM、集體虐待、性侵害等，也會產生此心理。

### 引用
1. ↑  de Fabrique, Nathalie; Romano, Stephen J.; Vecchi, Gregory M.; van Hasselt, Vincent B.  (PDF). FBI Law Enforcement Bulletin (Law Enforcement Communication Unit). July 2007, 76 (7): 10–15  [17 November 2010]. ISSN 0014-5688. （原始内容 (PDF)存档于2012年11月23日）.
2. ↑  Namnyak, M.; Tufton, N.; Szekely, R.; Toal, M.; Worboys, S.; Sampson, E. L. . Acta Psychiatrica Scandinavica. 2007, 117 (1): 4–11. ISSN 0001-690X. PMID 18028254. doi:10.1111/j.1600-0447.2007.01112.x.
3. ↑  Dutton, D.G and Painter, S.L. (1981) Traumatic Bonding: the development of emotional attachments in battered women and other relationships of intermittent abuse. Victimology: An International Journal, 1(4), pp. 139–155
4. ↑  Mackenzie, Ian K.  (PDF). Journal of Police Crisis Negotiations. February 2004, 4 (1): 5–21  [December 9, 2012].
5. ↑  {{斯德哥爾摩拉拉症候群？ 受關注  的存檔，存档日期2015-12-25.
6. ↑  Adorjan, Michael; Christensen, Tony; Kelly, Benjamin; Pawluch, Dorothy. . The Sociological Quarterly. 2012-08, 53 (3)  [2024-06-22]. ISSN 0038-0253. doi:10.1111/j.1533-8525.2012.01241.x. （原始内容存档于2024-04-07） （英语）.
7. ↑  Hubbard, 1986
8. ↑  McMains & Mullins, 1996
9. ↑  G. Dwayne Fuselier, “Placing the Stockholm Syndrome in Perspective,” FBI Law Enforcement Bulletin, July 1999, 22-25.
10. ↑  Evolutionary Psychology: A Primer （页面存档备份，存于） – Leda Cosmides & John Tooby
11. 1 2  Henson, Keith. . Mankind Quarterly (The Council for Social and Economic Studies). Summer 2006, 46 (4)  [2015-12-23]. （原始内容存档于2012-12-09）.
12. 1 2 3  Published in Anthropological Quarterly, 73.2 (2000), 74–88. The Human Motivational Complex: Evolutionary Theory and the Causes of Hunter-Gatherer Fighting, Azar Gat Part II: Proximate, Subordinate, and Derivative Causes"
13. ↑  "Elena Valero, a Brazilian woman, was kidnapped by Yanomamo warriors when she was eleven years old. ... But none were so horrifying as the second [raid]: 'They killed so many.' ... The man then took the baby by his feet and bashed him against the rocks ..." (Hrdy quoted in Sexual Polarization in Warrior Cultures （页面存档备份，存于）)
14. ↑  "The percentage of females in the lowland villages who have been abducted is significantly higher: 17% compared [with] 11.7% in the highland villages." (Napoleon Chagnon quoted at Sexual Polarization in Warrior Cultures （页面存档备份，存于）)
15. ↑  Thims, Libb. . Lulu.com. 2007: 604–605  [2015-12-23]. ISBN 978-1-4303-2840-7. （原始内容存档于2017-01-23）.